# Автошлях Т 1222
Автошля́х Т 1222 — автомобільний шлях територіального значення в Кіровоградській області. Проходить територією Новоукраїнського району через Новоукраїнку — межа Миколаївської області — з під'їздом до санаторію «Гусарське Урочище». Загальна довжина — 24,7 км.

## Маршрут
Автошлях проходить через такі населені пункти:
| Автошлях Т 1222                          |              |
| Кіровоградська область                   |              |
| Новоукраїнський район                    |              |
| Новоукраїнка                             | Т 1504Т 2401 |
|                                          | E584М13      |
| Піддубне (санаторій «Гусарське Урочище») |              |
| Миколаївська область                     |              |